# No Woman, No Cry
"No Woman, No Cry" je reggae skladba od jamajské skupiny Bob Marley and the Wailers. Skladba se stala známou v roce 1974 prostřednictvím jejich studiového alba Natty Dread. Koncertní verze z alba Live! je ještě známější, byla nahrána 19. července 1975 v Lyceum Theatre v Londýně. Ve stejnou dobu byla nahrána skladba "Lively up Yourself". Byla to poslední nahrávka všech tří původních členů Wailers (Bob Marley, Peter Tosh a Neville "Bunny" Livingston - také známý jako Bunny Wailer). Tato verze rovněž nebyla vydána.
Koncertní verze skladby se umístila na 37. místě v seznamu Rolling Stone-500 nejlepších písní všech dob časopisu Rolling Stone.
Název a refrén písně je někdy mylně interpretován jako Kde není žena, není důvod k pláči namísto správného Ne, ženo, neplač.

## Autor textu
Přestože měl skladbu napsat Bob Marley, nebo alespoň melodii, autorství textu písně bylo připsáno Vincentu Fordovi, který byl Marleyho přítel a měl veřejnou kuchyni v Trenchtownu - v ghettu města Kingston.

## Pozice v žebříčcích
| Žebříček (1975)           | Vrcholové pozice |
| ------------------------- | ---------------- |
| UK Singles Chart          | 22               |
| Dutch Top 40              | 23               |
| New Zealand Singles Chart | 30               |

| Žebříček (1981)  | Vrcholové pozice |
| ---------------- | ---------------- |
| UK Singles Chart | 8                |

## Verze od The Fugees
"No Woman, No Cry" je čtvrtý singl skupiny The Fugees z druhého studiového alba The Score. Skladbu produkoval Salaam Remi. Tato verze obsahuje vokály od Wyclefa Jeana. Oficiální remix skladby ve spolupráci se Stephenem Marleym se objevil na třetím album skupiny, Bootleg Versions.

### Seznam skladeb
UK CD1
1. "No Woman, No Cry" (LP Version) - 4:03
2. "No Woman, No Cry" (Remix) - 3:55
3. "No Woman, No Cry" (Remix Instrumental) - 3:55
4. "Killing Me Softly" (Live) - 4:25

UK CD2
1. "Do not Cry, Dry Your Eyes" - 5:03
2. "Do not Cry, Dry Your Eyes" (Instrumental) - 5:03
3. "No Woman, No Cry" (LP Version) - 4:03
4. "A Change Is Gonna Come" (Live) - 6:04

## Ostatní coververze
- Wyclef Jean
- No Use for a Name
- Utada Hikaru
- NOFX
- Ska-P
- Sublime
- Boney M
- Rancid